# Eric Allin Cornell

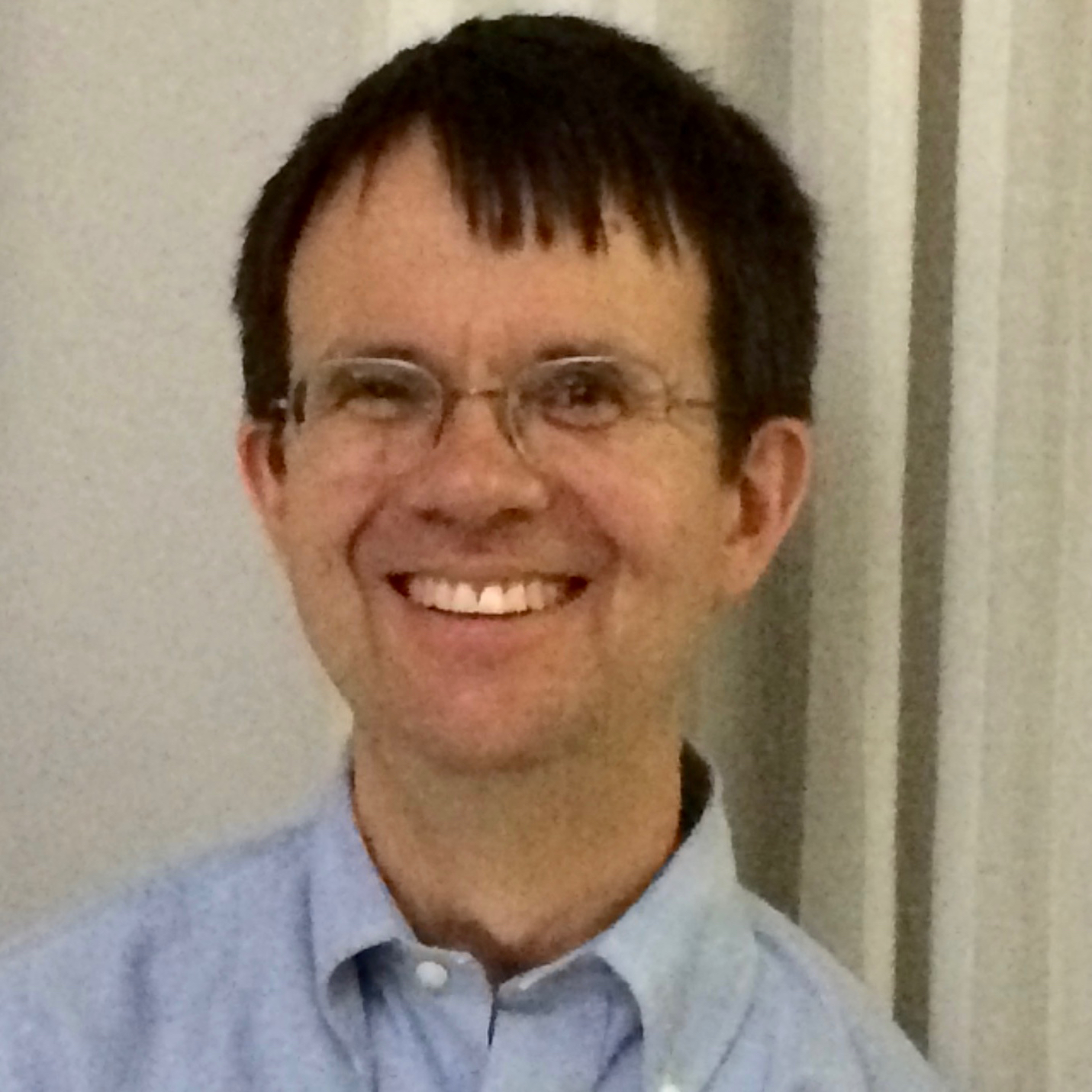
Eric Allin Cornell (Juni 2015)

Eric Allin Cornell (* 19. Dezember 1961 in Palo Alto, Kalifornien) ist ein US-amerikanischer Physiker und Nobelpreisträger.

## Leben
Eric Cornell wurde am 19. Dezember 1961 als ältestes von drei Kindern des Professors für Bauwesen am MIT C. Allin Cornell und einer Englischlehrerin an der High School geboren. Er studierte Physik an der Stanford University und ging nach seinem Diplom 1985 an das MIT nach Cambridge, der Stadt, in der er seit seinem zweiten Lebensjahr gewohnt hatte. Er arbeitete an der Arbeitsgruppe von David E. Pritchard an der Massenbestimmung von 3He und 3H und promovierte 1990. Bemerkenswerterweise kam nach Cornells Weggang vom MIT Wolfgang Ketterle in die Arbeitsgruppe Pritchards, der später mit Cornell den Nobelpreis erhalten sollte.
Cornell bewarb sich für eine Postdoc-Stelle bei David Wineland am National Institute of Standards and Technology (NIST), erhielt jedoch nicht den Zuschlag. Stattdessen wurde er von Sarah Gilbert, die sein Vorstellungsgespräch mitangehört hatte, an ihren Ehemann Carl E. Wieman vermittelt, der am Joint Institute for Laboratory Astrophysics (JILA) in Boulder beschäftigt war. Er blieb auch nach seinen beiden Postdoc-Jahren als Assistenzprofessor am JILA und wurde 1995 zum Professor ernannt, seit 1994 ist er auch Fellow am NIST.
Eric Cornell heiratete im Januar 1995 Celeste Landry, die er bereits zehn Jahre früher in Stanford kennengelernt, aber wieder aus den Augen verloren hatte. Er hat zwei Töchter, Eliza (* 1996) und Sophia (* 1998).
2004 mussten ihm der linke Arm und ein Teil seiner linken Schulter aufgrund nekrotisierender Fasziitis amputiert werden.

## Werk
2001 wurde er gemeinsam mit Carl E. Wieman und Wolfgang Ketterle mit dem Physiknobelpreis „für die Erzeugung der Bose-Einstein-Kondensation in verdünnten Gasen aus Alkaliatomen und für frühe grundsätzliche Studien über die Eigenschaften der Kondensate“ ausgezeichnet. Nach der erfolgreichen Erzeugung der Bose-Einstein-Kondensate erforscht er seitdem die physikalischen Eigenschaften dieser Systeme.

## Auszeichnungen
- 1995: Samuel Wesley Stratton Award (National Institute of Science and Technology)
- 1995–96: Newcomb-Cleveland-Preis (American Association for the Advancement of Science)
- 1996: Goldmedaille des Department of Commerce
- 1996: Fritz-London-Preis für Tieftemperaturphysik
- 1996: Carl-Zeiss-Forschungspreis, Ernst-Abbe-Stiftung
- 1997: Alan T. Waterman Award (National Science Foundation)
- 1997: Internationaler König-Faisal-Preis für Wissenschaften
- 1997: Rabipreis für Atom-, Molekülphysik und Optik (American Physical Society)
- 1997: Wahl zum Fellow der American Physical Society
- 1998: Lorentz-Medaille (Königlich-Niederländische Akademie der Wissenschaften)
- 1999: Benjamin-Franklin-Medaille für Physik
- 1999: R.-W.-Wood-Preis (Optical Society of America)
- 2000: Wahl zum Fellow der Optical Society of America
- 2000: Mitglied der National Academy of Sciences
- 2001: Nobelpreis für Physik
- 2005: Mitglied der American Academy of Arts and Sciences